# Los Conejos, Guanajuato
Los Conejos är en ort i Mexiko.   Den ligger i kommunen Salamanca och delstaten Guanajuato, i den centrala delen av landet, 250 km nordväst om huvudstaden Mexico City. Los Conejos ligger 1 729 meter över havet och antalet invånare är 184.
Terrängen runt Los Conejos är huvudsakligen platt, men åt sydväst är den kuperad. Runt Los Conejos är det ganska tätbefolkat, med 185 invånare per kvadratkilometer. Närmaste större samhälle är Salamanca, 6,2 km norr om Los Conejos. Trakten runt Los Conejos består till största delen av jordbruksmark.